# Eurimenas
Eurimenas (en griego, Εὐρυμεναί) fue una antigua ciudad griega en la región de Epiro.
En el año 312 a. C., Alcetas II de Epiro, enemigo de Casandro, tuvo que refugiarse en Eurimenas, al ser traicionado por los epirotas que se pasaron al ejército que marchó sobre Epiro comandado por Licisco. La ciudad fue asediada, pero acudieron en su ayuda tropas dirigidas por Alejandro y Teucro, hijos de Alcetas y hubo una primera batalla donde las tropas de Licisco sufrieron muchas bajas. Luego, sin embargo, llegaron otras fuerzas, dirigidas por Deinias, en auxilio de Licisco. Alcetas y sus hijos tuvieron que huir a una fortaleza cercana y Licisco saqueó y destruyó Eurimenas.
Se ha sugerido que debe identificarse con unos restos cerca de la actual Kastritsa, al sur del lago de Ioánina, pero otros arqueólogos creen que esos restos podrían pertenecer a la antigua Tecmón.